# Cornelis Gerardus Lems
Cornelis Gerardus Lems (Zeist, 5 mei 1917 – Laren, 6 maart 2002) was een Nederlandse majoor der Mariniers en bij zijn overlijden in 2002 een der laatste ridders in de Militaire Willems-Orde.

## Loopbaan
Lems was de zoon van Cornelis Gerardus Lems (Rotterdam 30 juli 1887 – Den Helder 15 januari 1920), sergeant-vlieger geschutskonstabel bij de Marine Luchtvaartdienst) en Grietje London (Den Helder 24 juni 1891 – Driebergen-Rijsenburg 16 maart 1976). Toen hij twee jaar oud was, kwam zijn vader ten gevolge van een ongeluk met een Thulin K-jachtvliegtuig op Marinevliegkamp De Kooy bij Den Helder om het leven.,  Lems volgde de hbs-opleiding te Zeist  en ging vervolgens, in 1936,  als 19-jarige naar het Koninklijk Instituut voor de Marine te Den Helder. Bij Koninklijk Besluit van 12 augustus 1939, nummer 95, werd hij op 22-jarige leeftijd benoemd tot tweede luitenant der Mariniers.

## Tweede Wereldoorlog: 12 en 13 mei 1940
Op 12 mei was Lems zijdelings betrokken bij een schietpartij tussen een detachment Marinetroepen en leden van de Amsterdamse politie. Op 13 mei arresteerde Lems te Durgerdam zijn meerdere, de kapitein P.J. van der Ende, nadat deze op kapitein-ter-zee Nicolaas Albertus Rost van Tonningen, Commandant Maritieme Middelen Amsterdam (CMMA) en enkele Durgerdamse burgers had geschoten.

## Demobilisatie Nederlandse leger
De Nederlandse Krijgsmacht werd op 15 juli 1940 door de bezetter gedemobiliseerd; ook tweede luitenant de mariniers C.G. Lems werd ontslagen ‘wegens opheffing van zijn betrekking’. Op 15 mei 1941 moesten alle officieren zich op diverse kazernes melden, maar zij werden door de bezetter heengezonden. Op 15 mei 1942 moest de toen 25-jarige Lems zich opnieuw ter controle melden, ditmaal op de Chassékazerne te Breda. Lems werd nu per trein afgevoerd naar krijgsgevangenenkamp Nürnberg Langwasser, Kgf. Offiziers-Lager XIIIb. Hij verbleef daar van 16 mei tot 2 augustus 1942. Na een zes dagen durend transport per goederenwagon volgde vanaf 8 augustus 1942 tot 10 januari 1944 krijgsgevangenschap in Kamp Stanislau, (Oekraïne), Stammlager 371. Wegens de oprukkende Russische troepen werden de krijgsgevangen vanuit Stanislau verplaatst naar het westelijker gelegen Neubrandenburg. Na een winterse treinreis van 5 dagen in een onverwarmde goederenwagon arriveerde Lems op 15 januari 1944 in Oflag 67. Op 28 april 1945 werd hij bevrijd door het Russische Rode Leger en op bijna 28-jarige leeftijd keerde hij te voet terug naar Nederland.

## Politionele acties
Lems werd op 1 juli 1945 benoemd tot eerste luitenant der Mariniers en op 1 november 1945 tot kapitein der Mariniers bevorderd. Hij vervolgde in de periode juni 1945 tot december 1945 zijn militaire opleiding in Camp Lejeune en Camp Davis in North Carolina (VS). Op 8 oktober 1946 vertrok hij aan boord van MS Bloemfontijn naar Nederlands-Indië. Op 23 januari 1946 kwam zijn bataljon aan te Malakka. Op 10 maart 1946 werd het tweede infanterie bataljon van de Mariniersbrigade gelegerd in Soerabaja. Ten gevolge van de politieke en vervolgens militaire ontwikkelingen in Nederlands-Indië werd Lems als commandant ingezet. In de nacht van 20 op 21 juli 1947 begonnen de eerste politionele acties. Als 30-jarig kapitein der Mariniers voerde Lems bevel over de allereerste landingsvaartuigen (LCVP’s) met eenheden van compagnie F voor landing op het strand van Pasir Poetih, Java. In juli 1949 keerde hij terug naar Nederland. Per 1 september 1949 werd hij op 32-jarige leeftijd benoemd tot majoor der Mariniers.

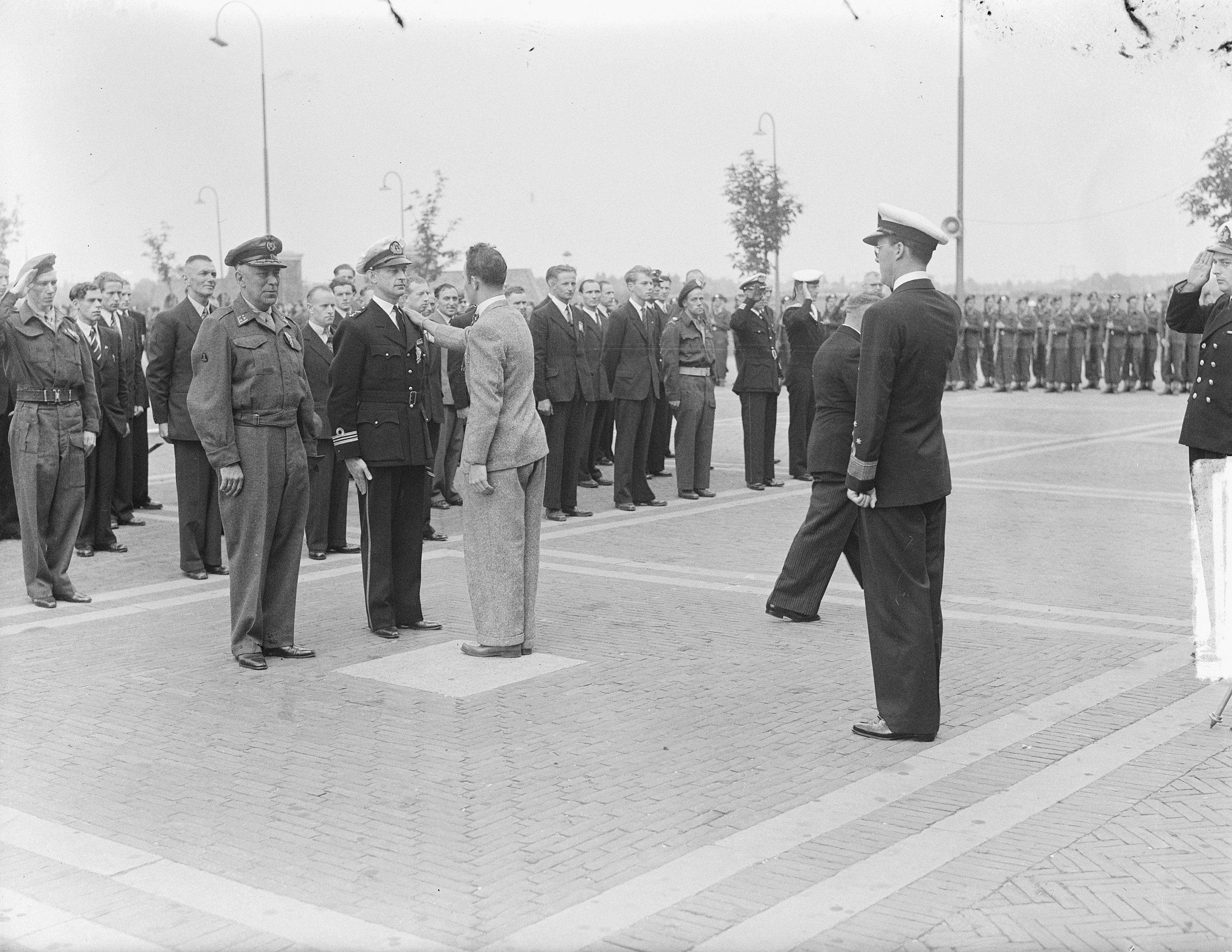
Uitreiking Militaire Willems-Orde door prins Bernhard aan generaal-majoor der In, Bestanddeelnr 903-6039

## Onderscheidingen
Per Koninklijk Besluit van 28 februari 1949, nummer 59, werd Lems benoemd tot ridder der Militaire Willems-Orde vierde klasse. Hij had verder de volgende onderscheidingen: OHK.1, OV.4, XX. H1937, KLO.2 en NOC O.5.
Ridder 4e klasse der Militaire Willems-Orde, K.B. no. 59 van 28 februari 1949, Tijdelijk Majoor der Mariniers.
Benoeming Ridder MWO wegens: 
- Het zich in de strijd onderscheiden hebben door uitstekende daden van moed, beleid en trouw, bedreven als commandant van een Infanterie-compagnie van het 2e infanterie-bataljon der Mariniers-brigade van maart 1946 tot augustus 1947 en daarna als Staf-officier Operatiën, bij de Mariniers-brigade, tijdens de politiële acties in 1947 en bij de pacificering van het bij deze actie weder onder Nederlands gezag gebrachte gebied; 
- Door het uitvoeren van een groot aantal verkennings- en beveiligingspatrouilles in het door de extremisten bezette gebied, het voorbereiden en uitvoeren van verscheidene acties op grotere schaal, bij welke patrouilles en acties tezamen aan de extremisten zware verliezen ook aan munitie en wapens werden toegebracht, bij welke acties de eigen verliezen zeer gering bleven; 
- Hebbende hij gedurende deze acties vele malen blijk gegeven van persoonlijke moed, uitstekend beleid, juist inzicht en grote doortastendheid, door zich zonder eigen levensgevaar te achten, onder het vuur van de tegenpartij aan het hoofd van zijn troep te stellen en deze door zijn moedig voorgaan tot bijzondere prestaties te bezielen; 
Waarbij in het bijzonder te vermelden: 
- 1e. de aanval op het wegenkruispunt nabij Kampong Legoendi op 21 november 1946.
- 2e. het forceren van de overgang over het Kemasan-Kanaal op 8 januari 1947. In welke beide gevallen hij aan het hoofd van zijn troep de aanval leidde.
- 3e. de zware nachtelijke tocht van de gemotoriseerde colonne tijdens de bezettingsacties tegen Modjokerto van 17 op 18 maart 1947.
- 4e. de gecombineerde actie van de bezetting van Asem Bagoes op 5 september 1947.

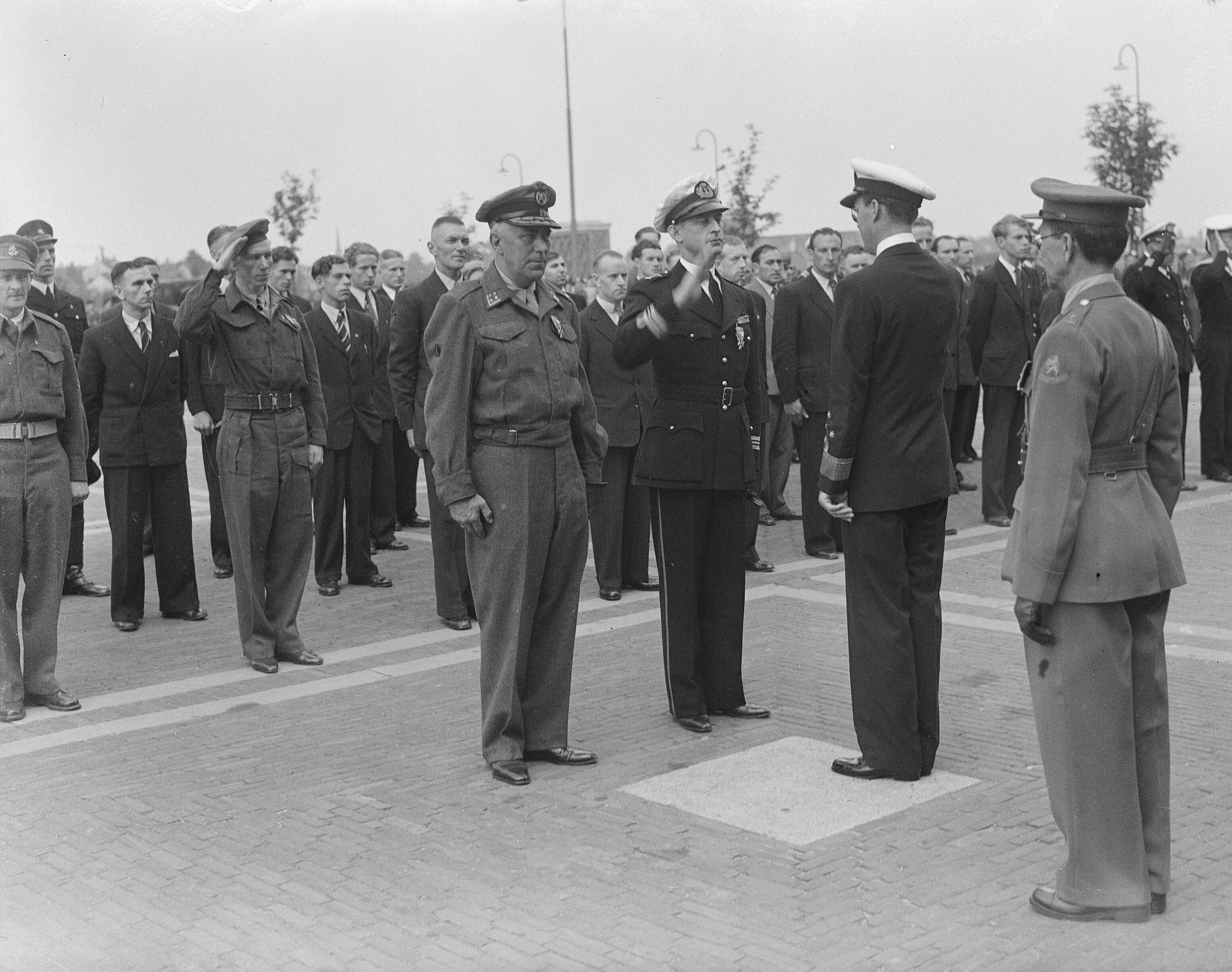
Uitreiking Militaire Willems-Orde door prins Bernhard aan generaal-majoor der In, Bestanddeelnr 903-6036

## Latere leven
Net 38 jaar oud verliet Lems, vanaf dat moment in de functie van reserveofficier, op 1 juni 1955 de actieve dienst en in 1957 verhuisde hij met zijn gezin van Den Helder naar Bilthoven. Bij Koninklijk Besluit van 1 oktober 1962, nummer 33, volgde eervol ontslag uit de Koninklijke Marine. Lems trouwde met Louise (Loekie) Visman (Den Haag 22 februari 1920 – Laren 16 april 2013), met wie hij vier kinderen kreeg. Louise Visman was de dochter van Ir. Sierik Visman (van 1935 tot 1940 directeur van de Rijkswerf te Den Helder) en Feijtje Daalder.

Lems overleed op 84-jarige leeftijd, als een van de circa vijftien laatste ridders in de Militaire Willems-Orde.

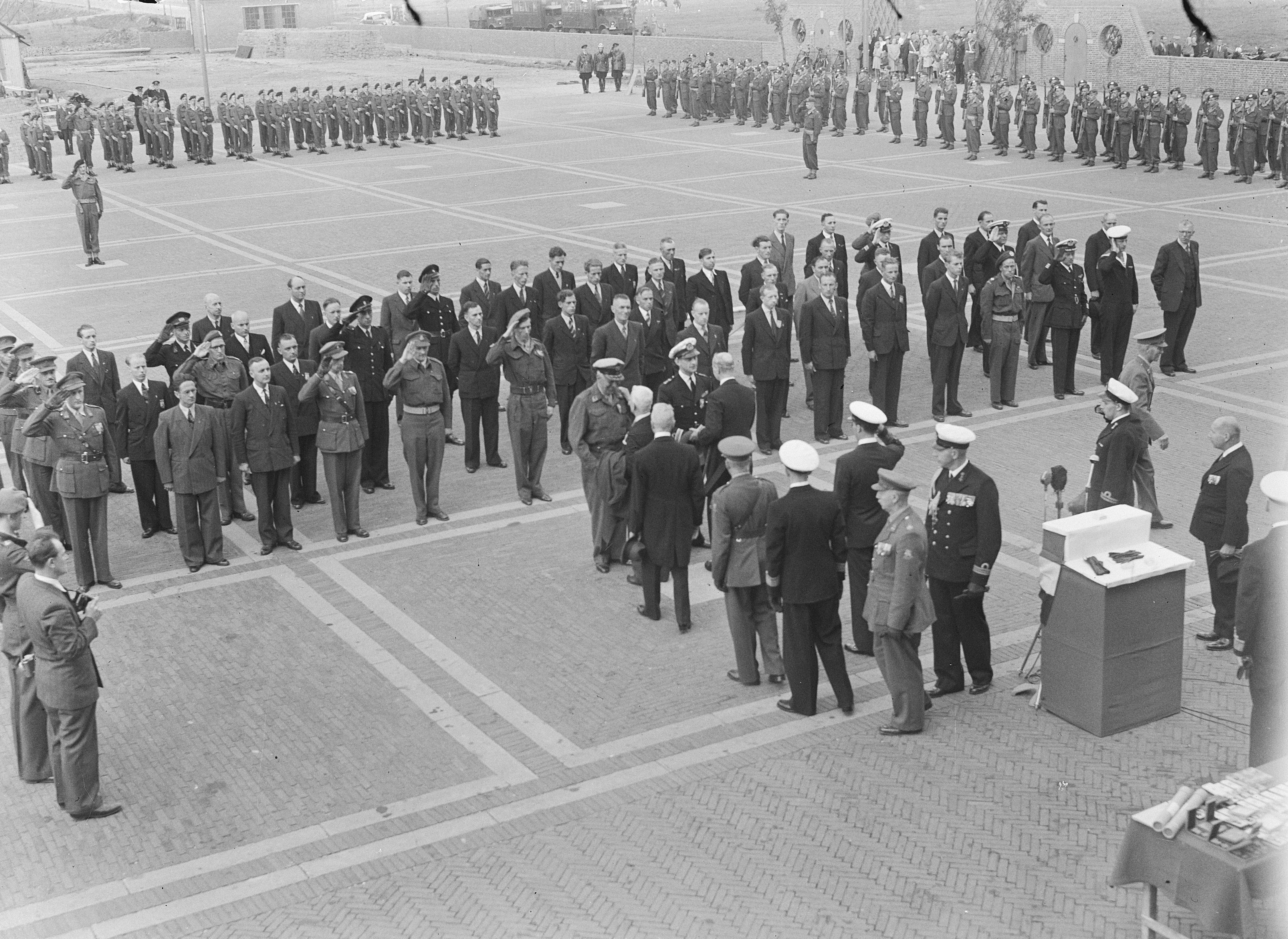
Uitreiking Militaire Willems-Orde 13 september 1949